# Virginia Giorgi
Pour les articles homonymes, voir Giorgi.
Virginia Giorgi, née le 24 février 1914 à Pavie, où elle est morte le 6 octobre 1991, est une gymnaste artistique italienne.

## Carrière
Virginia Giorgi remporte aux Jeux olympiques d'été de 1928 à Amsterdam la médaille d'argent du concours général par équipes féminin avec Bianca Ambrosetti, Lavinia Gianoni, Luigina Perversi, Diana Pizzavini, Anna Luisa Tanzini, Carolina Tronconi, Ines Vercesi, Rita Vittadini, Luigina Giavotti, Germana Malabarba et Carla Marangoni.